# ウィシュトシワトル
ウィシュトシワトル（HuixtocihuatlもしくはUixtochihuatl、Uixtociuatl）はアステカ神話においての塩と海水の地母神で、トラロックの娘とされる
解釈によっては、トラロケ（トラロックに従う神々）との争いの際に、持ちうる全ての海水を投げつけられ、その内の一人であり、トラロックの妻もしくは妹とされるチャルチウィトリクエに溺れさせられそうになった過程で海水を司る能力を得たとされる。
伝承によってはテスカトリポカの配偶神とも言われている。
6月に彼女を記念する祭が10日間実施され、女性1名がウィシュトシワトルの化身となり、祭の最後に生贄となった。製塩業を営むものは、この期間中に彼女へ捧げる舞を踊ったとされる。